# تاکئو ناکاهارا
تاکه‌ئو ناکاهارا (انگلیسی: Takeo Nakahara؛ زادهٔ ۱۹ اکتبر ۱۹۵۱) هنرپیشه اهل ژاپن است. از فیلم‌هایی که وی در آن نقش داشته‌است می‌توان به قلعه شناور اشاره کرد.